# Colias lesbia
Colias lesbia är en fjärilsart som först beskrevs av Fabricius 1775.  Colias lesbia ingår i släktet Colias och familjen vitfjärilar. Inga underarter finns listade i Catalogue of Life.